# 紐西蘭異型蠍鿳

紐西蘭異型蝎鿳（學名：Atypichthys latus）又名紐西蘭異型蝎舵魚，為輻鰭魚綱鱸形目鱸亞目舵魚科的其中一種，分布於西南太平洋區，包括紐西蘭、豪勛爵島、諾福克島等海域，體略呈菱形，吻略突出，魚鰭為黃色，體色以白色為底，具數條黑色略鑲黃邊縱帶條紋，尾鰭叉形，體長可達30公分，棲息在內灣，可作為觀賞魚。